# Insuffisance antéhypophysaire par mutation du gène PROP1
 (mai 2025).
L'insuffisance antéhypophysaire par mutation du gène PROP1 est un type d'insuffisance hypophysaire familiale.
Le tableau clinique associe généralement les manifestations d'une insuffisance somatotrope (GH), d'une insuffisance thyroïdienne (TSH), d'une insuffisance gonadotrope (FSH et LH), d'une insuffisance lactotrope (prolactine), et enfin potentiellement d'une insuffisance corticotrope (ACTH).
Le nanisme survient entre 9 mois et 8 ans. L'hypothyroïdie est moyenne et ne se manifeste qu'au bout de quelques années. La puberté est très retardée ou absente. L'insuffisance surrénalienne, quand elle est présente, se manifeste tardivement.

## Sources
- (en) John A Phillips, Cindy Vnencak-Jones, Lawrence C Layman, PROP1-Related Combined Pituitary Hormone Deficiency In GeneTests: Medical Genetics Information Resource (database online). Copyright, University of Washington, Seattle. 1993-2005